# Taiojno-Mikhàilovka
Taiojno-Mikhàilovka (en rus: Таёжно-Михайловка) és un poble de l'óblast de Kémerovo, a Rússia, que en el cens del 2010 tenia 335 habitants, pertany al districte de Mariïnsk.